# عنکبوت جهنده رموتوس
عنکبوت جهنده رموتوس (نام علمی: Zygoballus remotus) نام یک گونه از تیره عنکبوت‌های جهنده است.
این‌گونه در گواتمالا یافت می‌گردد. این‌گونه برای نخستین‌بار توسط دو عنکبوت‌شناس به نام‌های جورج و الیزابت پکهام در سال ۱۸۹۶ میلادی کشف و توصیف علمی گردید.